# Martin JRM Mars
Il Martin JRM Mars è un idrovolante a scafo centrale, quadrimotore monoplano ad ala alta, sviluppato dall'azienda aeronautica statunitense Glenn L. Martin Company nei primi anni quaranta.
Inizialmente destinato al mercato dell'aviazione commerciale, durante la seconda guerra mondiale venne utilizzato come idrovolante da trasporto tattico dalla United States Navy. Un esemplare è ancora operativo nel ruolo di aereo antincendio nel quale, con il suo carico di 27 tonnellate d'acqua in grado di essere imbarcate in soli 30 secondi volando a pelo d'acqua alla velocità di circa 130 chilometri orari, è ancora oggi il più grande aereo antincendio in servizio in Canada e Stati Uniti.

## Varianti

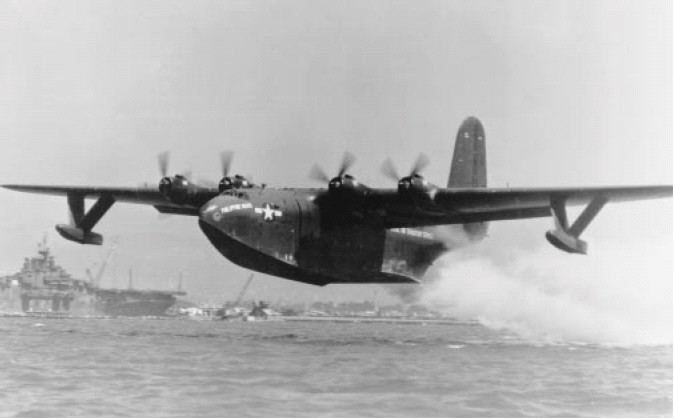
JRM-1 BuNo 76820
Philippine Mars

XPB2M-1
Model 170, prototipo, idrovolante a scafo da pattugliamento marittimo a lungo raggio, equipaggiato con quattro motori radiali Wright R-3350-8; un esemplare costruito, in seguito convertito nel XPB2M-1R.
XPB2M-1R
prototipo, conversione dal XPB2M-1 realizzata nel dicembre 1943 come prototipo della versione da trasporto, caratterizzato dalla rimozione degli armamenti, dall'installazione di portelli addizionali e allargamento di quelli già esistenti, rinforzo strutturale dello scafo e installazione di equipaggiamento per il carico del materiale da trasporto.
JRM-1
Model 170A, variante da trasporto a lungo raggio di produzione in serie, originariamente ordinata in venti esemplari, ordine in seguito ridotto a sette. Caratteristiche: impennaggio monoderiva, scafo più lungo e con meno paratie, con conseguente innalzamento del peso massimo al decollo, installazione di attrezzature per il carico merci dall'alto e impianto motore basato su quattro radiali Wright R-3350-24WA Cyclone con eliche quadripala. Realizzato in cinque esemplari, quattro vennero convertiti allo standard JRM-3.
JRM-2
L'ultimo JRM-1 in ordine fu completato come JRM-2, con diverso impianto motore basato su quattro radiali Pratt & Whitney R-4360-4T da 3 000 hp ciascuno, abbinati ad eliche quadripala Curtiss Electric da 16 ft e 8 in di diametro. Peso carico incrementato di 20 000 lb.
JRM-3
Model 170B, conversione dei quattro JRM-1 rimanenti, rimotorizzati con quattro radiali Wright R-3350-24WA da 2 400 hp  abbinati ad eliche quadripala Curtiss Electric da 16 ft e 8 in di diametro, delle quali le due interne erano dotate di dispositivi di inversione del passo.

## Utilizzatori

### Civili
Stati Uniti
- Flying Tankers, Inc.

### Militari
Stati Uniti
- United States Navy